# 2013년 KBL 드래프트
2013 프로농구 신인 지명회의(2013 KBL Draft)는 2013년 9월 30일 잠실학생체육관에서 열렸다.

## 지명 방식
- 1~8순위 드래프트 지명권은 번호 추첨으로 진행되며, 지난시즌 순위를 기준으로 1그룹과 2그룹으로 나눈다.
  - 1그룹은 지난 시즌 플레이오프 탈락 팀인 7위 원주 동부 프로미, 8위 창원 LG 세이커스, 9위 부산 kt 소닉붐, 10위 전주 KCC 이지스이다.
  - 2그룹은 지난 시즌 3위 인천 전자랜드 엘리펀츠, 4위 안양 KGC인삼공사, 5위 고양 오리온 오리온스, 6위 서울 삼성 썬더스이다.
- 추첨 공 200개 중 1그룹은 공 47개씩 소유하여 23.5%의 확률, 2그룹은 공 3개씩 소유하며 1.5%의 확률을 갖는다.
- 귀화 혼혈 선수 드래프트에서 지명권을 행사한 팀은 국내 신인 드래프트에서 1라운드 지명권 없이 2라운드 가장 뒷순위로 밀리게 된다.
  - 서울 SK 나이츠는 혼혈선수인 박승리를 선발함에 따라 1라운드 지명권이 소멸되고 2라운드 20순위에 지명권을 갖는다.
- 지난 시즌 챔피언 결정전 우승팀인 울산 모비스 피버스는 자동적으로 9순위 지명권을 갖는다.
- 2라운드부터는 지명순서의 역순으로 지명한다.

| 지명순위 | 1  | 2   | 3    | 4    | 5  | 6      | 7   | 8        | 9      | 10     | 20 |
| -------- | -- | --- | ---- | ---- | -- | ------ | --- | -------- | ------ | ------ | -- |
| 팀       | LG | KCC | 동부 | 삼성 | KT | 오리온 | KGC | 전자랜드 | 모비스 | 모비스 | SK |

## 드래프트 결과
- 일반 참가 선수는 출신교를 따로 표기하지 않았음.

| 지명 순위 | LG                  | KCC             | 동부            | 삼성            | KT              | 오리온            | KGC             | 전자랜드          | 모비스          | 모비스          |
| --------- | ------------------- | --------------- | --------------- | --------------- | --------------- | ----------------- | --------------- | ----------------- | --------------- | --------------- |
| 1         | 김종규 (경희대)     | 김민구 (경희대) | 두경민 (경희대) | 박재현 (고려대) | 이재도 (한양대) | 한호빈 (건국대)   | 전성현 (중앙대) | 임준수 (성균관대) | 전준범 (연세대) | 김영현 (경희대) |
| 지명 순위 | 모비스              | 전자랜드        | KGC             | 오리온          | KT              | 삼성              | 동부            | KCC               | LG              | SK              |
| 2         | 이대성 (브리검영대) | 이정제 (고려대) | 이대혁 (건국대) | 임승필 (동국대) | 오창환 (한양대) | 조한수 (성균관대) | 김창모 (연세대) | 염승민 (고려대)   | 이관기 (고려대) | 신재호 (단국대) |
| 지명 순위 | SK                  | LG              | KCC             | 동부            | 삼성            | KT                | 오리온          | KGC               | 전자랜드        | 모비스          |
| 3         | -                   | -               | -               | -               | -               | 안진모 (명지대)   | -               | -                 | -               | 김주성 (상명대) |

- - 2군 드래프트

| 지명 순위 | KT              | SK              | KCC             | 동부            | 삼성            | 오리온 | LG              | 모비스          | 전자랜드        | KGC             |
| --------- | --------------- | --------------- | --------------- | --------------- | --------------- | ------ | --------------- | --------------- | --------------- | --------------- |
| 1         | 유용진 (한양대) | 김동욱 (동국대) | 장민범 (경희대) | -               | 조준희 (상명대) | -      | 박래윤 (동국대) | -               | -               | -               |
| 지명 순위 | KGC             | 전자랜드        | 모비스          | LG              | 오리온          | 삼성   | 동부            | KCC             | SK              | KT              |
| 2         | -               | -               | -               | 이승배 (경복고) | -               | -      | -               | 이진혁 (건국대) | 김지웅 (명지대) | 이영훈 (명지대) |
| 지명 순위 | KT              | SK              | KCC             | 동부            | 삼성            | 오리온 | LG              | 모비스          | 전자랜드        | KGC             |
| 3         | 유경식 (동국대) | -               | 신상언 (상명대) | -               | -               | -      | -               | -               | -               | -               |

## 드래프트 화제
- 프로농구 드래프트가 MBC SPORTS+ 방송사를 통해 처음으로 생중계되었다.
- 각 구단에서 경희대 빅3를 지명하기 위해 져주기, 이른바 '탱킹 논란'이 있을 정도로 이번 신인들에 대한 기대가 컸다.
- 경희대 출신(김종규, 김민구, 두경민, 김영현) 선수들이 모두 1라운드에 지명됐다.
- 이번 드래프트에서 가장 주목 받았던 김종규가 전체 1순위로 창원 LG 세이커스의 지명을 받게 되었다.
- 김종규는 "KBL을 뒤집어 놓겠다"라는 지명소감을 남겼다.
- 4순위 지명권을 1.5%의 확률로 서울 삼성 썬더스가 가져갔으며 고려대 출신 박재현을 지명했다.
- 드래프트에서 23.5%로 로터리픽을 가질 수 있었던 부산 kt 소닉붐은 5순위로 밀리는 불운을 겪으며 한양대 출신 이재도를 지명했다
- 유재학감독은 3라운드 선수를 지명하기 전 "내년에는 대학팀들이 연습경기를 해 주실지 참 궁금하네요."라는 멘트를 남겼다.
- 2군 1라운드 7순위에 지명된 박래윤은 창원 LG 세이커스선수인 박래훈의 동생이다.

## 같이 보기
- KBL 드래프트